# Joana Marcús Sastre
Joana Marcús Sastre   (Fornalutx, 30 de juny de 2000) és una autora de fantasia, ciència-ficció i romanç juvenil mallorquina en castellà. Es va iniciar en l'escriptura en la plataforma digital de lectura i escriptura Wattpad amb 13 anys.
Ha guanyat dos Premis Wattys: per les novel·les Irresistible propuesta el 2016 i Ciutat de fum el 2019. És una de les autores més jóvens a aconseguir tal succés de vendes, atès que el 2021 la seva novel·la Abans de desembre es va posicionar entre les 10 novel·les més venudes en diversos països. Ha publicat 12 llibres en total, dels quals 5 han estat traduïts al català.

## Vida primerenca
De molt jove es va començar a interessar per la lectura i l'escriptura. Als 9 anys, en un projecte escolar, la professora va motivar-la per a no deixar d'escriure per l'originalitat i la bona redacció dels seus texts. Això la va fer sentir segura a l'hora d'escriure breus històries que anava recopilant en un quadern i que li servien com a distracció.
Al voltant dels 11 anys, va descobrir la plataforma digital Wattpad, on va començar a llegir les històries que publicaven altres usuaris fins que finalment als 13 va decidir de publicar-hi les seves.

## Trajectòria
Sota el nom d'usuari juju1255, amb 15 anys ja comptava amb 6 històries publicades en la plataforma Wattpad, però Irresistible propuesta va ser la història que l'hi va donar renom, atès que hi va aconseguir més de 300.000 visites.
Per causa d'aquesta fama sobtada, l'autora va començar a ser víctima d'assetjament escolar, la qual cosa va provocar que Joana s'allunyés completament durant dos anys de Wattpad i de les xarxes socials.
Encoratjada per un professor novament, va reprendre la carrera literària i des de llavors no ha deixat de publicar històries. Malgrat que ha publicat en format físic amb tres editorials, l'autora no abandona la plataforma que la va veure créixer com a autora i encara se la hi pot trobar com a JoanaMarcus, on té més de 979.000 seguidors.
Avui, compagina la faceta d'escriptora amb els estudis de Psicologia a la universitat. Viu a Fornalutx, una vila petita de Mallorca, acompanyada dels seus pares i la seva germana. Interactua diàriament amb més de 667.000 seguidors a Instagram i també disposa d'un canal de YouTube en el qual comparteix l'amor pels llibres, les sèries i les pel·lícules amb la comunitat d'internet.

## Obra

### Meses a tu lado
1. Abans de desembre (2018). Disponible en físic, en digital i en català, publicat per Montena.
2. Després de desembre (2019). Disponible en físic i en català, publicat per Montena.
3. Tres meses (2020). Disponible en físic i en català, publicat per Montena.
4. Las luces de febrero (2022). Disponible a Wattpad i en físic i en català, publicat per Montena.

### TrilogiaFoc
1. Ciutats de fum (2022). Disponible en físic i en català, publicat per Cross Books.
2. Ciutats de cendra (2022). Disponible en físic i en català, publicat per Cross Books.
3. Ciutats de foc (2022). Disponible en físic i en català, publicat per Cross Books.

### Canciones para ella
1. La última nota (2020). Disponible a Wattpad.
2. La primera canción (2022). Disponible a Wattpad, història en curs.

### Extraños
1. Etéreo (2020). Disponible a Wattpad , en físic i en català.
2. Sempiterno (2021). Disponible a Wattpad, en físic.

### Leyendas de Braemar
1. La reina de las espinas (2021). Disponible a Wattpad.
2. El rey de las sombras (2022). Disponible a Wattpad, història en curs.

### Autoconclusius
1. Irresistible propuesta (2017). Disponible en físic, publicat per Nova Casa Editorial.
2. Tardes de otoño (2021). Disponible a Wattpad.